# ديوغو بينهيرو
ديوغو بينهيرو هو لاعب كرة قدم برازيلي في مركز الوسط، ولد في 20 مارس 1990 في ريو دي جانيرو في البرازيل. لعب مع فورتونا سيتارد ونادي فلوريانا.

## وصلات خارجية
- ديوغو بينهيرو على موقع قاعدة بيانات كرة القدم.إي يو (الإنجليزية)
- ديوغو بينهيرو على موقع Soccerway.com (الإنجليزية)